# スパイラックス・サーコ
スパイラックス・サーコ（Spirax Sarco）は、蒸気システム関連製品を開発する多国籍エンジニアリング企業。イギリス・グロスタシャー・チェルトナムに本社を置く持株会社Spirax Group plcが運営し、世界60カ国以上に拠点を持つ。ロンドン証券取引所上場企業（LSE: SPX）。

## 沿革
1888年にHerman Sandersがロンドンに海外製品の輸入販売会社を設立したのち、1890年にRehdersが経営に加わり2人の名前から会社はSanders, Rehders &CO,（1906年以降略称のSarcoを使用）となり、スチームトラップの輸入事業に着手した。1907年にアメリカ合衆国・ニューヨークに現地法人を設立、第一次世界大戦の勃発でスチームトラップの輸入が困難になると、ペンシルバニア州に自社工場を開設し自社製スチームトラップの輸出販売を開始、この時イギリスではSarcoの名前でスチームトラップが既に商標登録されていたため、Spiraxの名称で販売を行った。1937年にサーモスタットを製造するグループ会社が設立され、またチェルトナムに本社を移転、1952年6月に事業統合が行われ、スパイラックス・サーコリミテッド（Spirax Sarco Ltd）となり、1959年にスパイラックス・サーコ・エンジニアリング（Spirax-Sarco Engineering plc）として株式を公開した。
1970年代から日本をはじめアジア太平洋地域にも支店が設けられ、1990年にマサチューセッツ州に拠点を持ち医療用チューブポンプに強みを持つワトソンマーロー（Watson-Marlow）を買収し子会社化、2008年にデンマークのチューブポンプメーカーのFlexicon A/Sを、2009年にドイツのMasoSineを、2015年にカリフォルニア州の医療用チューブポンプメーカーのAsepco Corporationを買収、2019年にはフランスの熱エネルギー関連製品メーカーのThermocoaxを買収し子会社に加えた。2024年に正式社名をスパイラックス・グループに変更した。
今日スパイラックス・グループは、スパイラックス・サーコリミテッドをはじめとする子会社群を傘下に持つが、蒸気システム事業が売上の約6割、業務用ヒーターなどの温度調節ソリューションが15％前後、ワトソンマーローの売上が4分の1前後となっている。顧客企業の分野は多岐にわたるが、世界的には医療・バイオ関係や食品、機械工業などが多くの割合を持つ。

## 日本におけるスパイラックス・サーコ
日本では1973年にスパイラックス・サーコリミテッド（Spirax-Sarco Limited）の拠点が設立され、2023年に現地法人設立に伴いスパイラックス・サーコ合同会社となった。千葉市美浜区にオフィスを持ち、スチームトラップ、流量計、減圧弁などの、蒸気に関連する熱エネルギー関連製品を販売している。
ワトソンマーローの日本法人であるワトソンマーロー株式会社は、2015年にスパイラックス・サーコ・エンジニアリングの傘下に加わり、チューブポンプをはじめとする産業用ポンプ関連製品を販売している。東京（北区）にオフィスを持つ。